# Виллер-Бокаж (Сомма)
Виллер-Бокаж (фр. Villers-Bocage) — коммуна на севере Франции, регион О-де-Франс, департамент Сомма, округ Амьен, кантон Амьен-2. Расположена в 13 км к северу от Амьена и в 14 км от автомагистрали А16 "Европейская".
Население (2018) — 1 428 человек.

## Достопримечательности
- Церковь Святого Георгия XIII-XV веков в стиле пламенеющая готика

## Экономика
Уровень безработицы (2017) — 8,3 % (Франция в целом — 13,4 %, департамент Сомма — 15,9 %). 

Среднегодовой доход на 1 человека, евро (2018) — 26 000 (Франция в целом — 21 730, департамент Сомма — 20 320).

## Демография
Динамика численности населения, чел.

## Администрация
Пост мэра Виллер-Бокажа с 2020 года занимает Анн-Софи Домон (Anne-Sophie Domont). На муниципальных выборах 2020 года возглавляемый ею список одержал победу в 1-м туре, получив 59,28 % голосов.
| Период | Период | Фамилия         | Партия        | Примечания |
| ------ | ------ | --------------- | ------------- | ---------- |
| 1974   | 1989   | Гюстав Гарб     |               |            |
| 1989   | 2014   | Жан-Клод Морган | Республиканцы |            |
| 2014   | 2015   | Изабель Варкуэн |               |            |
| 2016   | 2020   | Жан-Пьер Домон  |               |            |
| 2020   |        | Анн-Софи Домон  |               | архитектор |